# تپه قلعه گلی لردگان
تپه قلعه گلی لردگان مربوط به دوران پیش از تاریخ ایران باستان است و در شهر لردگان واقع شده است. این اثر در تاریخ ۲۴ فروردین ۱۳۸۲ با شمارهٔ ثبت ۸۲۴۴ به‌عنوان یکی از آثار ملی ایران به ثبت رسیده است.